# Фаткуліна Ольга Олександрівна

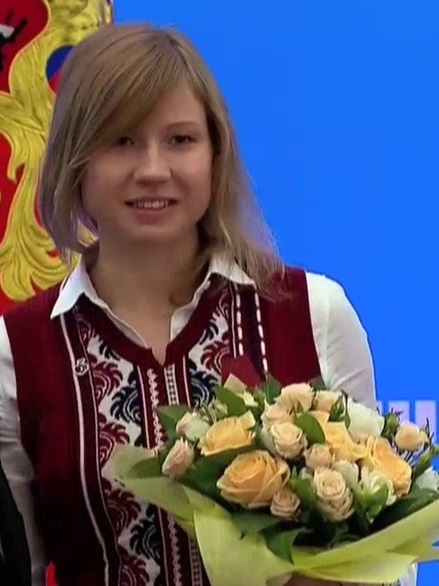
Ольга Фаткуліна у 2014

Ольга Олександрівна Фатку́ліна (рос. Ольга Александровна Фаткулина; нар. 23 січня 1990, Челябінськ, РРФСР, СРСР) — російська ковзанярка. Срібна призерка зимових Олімпійських ігор 2014 року на дистанції 500 метрів, чемпіонка світу 2013 року на дистанції 1000 метрів, заслужений майстер спорту Росії.